# Грильяж

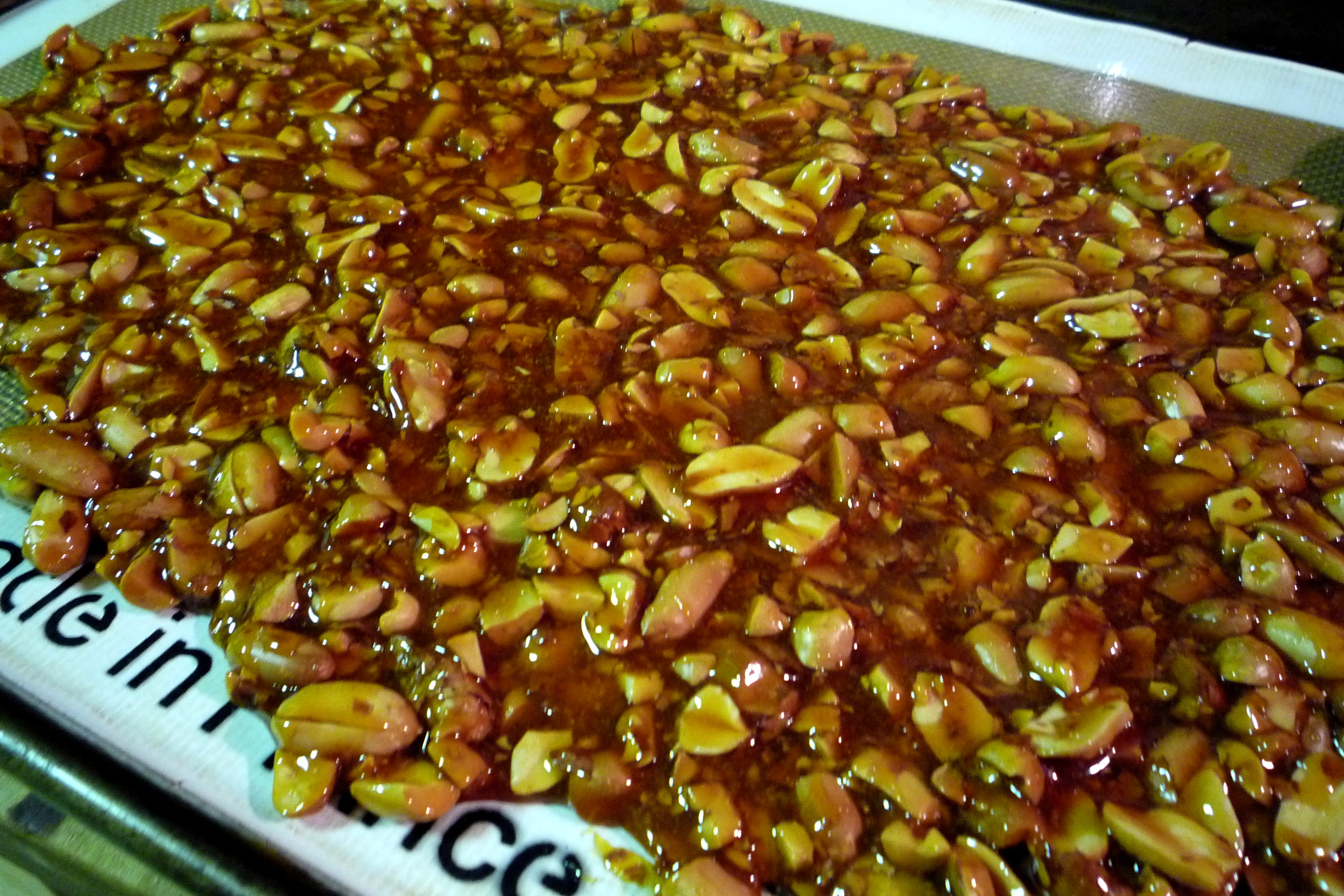
Грильяж с арахисом

Грилья́ж (фр. grillage < griller — жарить) — восточная сладость из застывшего сахаро-паточного сиропа (карамели) с обжаренными дроблёными орехами. Различают грильяж как самостоятельное изделие в виде плоских прямоугольников, так и грильяжные конфеты.
Грильяж выпускается в России промышленным способом со времён СССР.
Виды:
- Твёрдый (например, конфеты «Грильяж в шоколаде») — классический сорт. Влажность 0,7—2,3 %.
- Мягкий (конфеты «Грильяж Киевский») — с добавлением сливочного масла. Влажность 5—5,5 %.
- Фруктовый (конфеты «Серенада») — с фруктово-ягодными добавками.